# Съединени провинции
Съединени провинции или Република на съединените провинции (на нидерландски: Republiek der Verenigde Provinciën), официално название – Република на седемте обединени Ниски земи (на нидерландски: Republiek der Zeven Verenigde Nederlanden, на латински: Belgium Foederatum) е европейска държава, образувана в резултат от победата на Нидерландската революция от XVI век, конфедеративна република. Републиката прекратява съществуването си след френското нахлуване през 1792 – 1795 години, въпреки че упадъкът ѝ е започнал по-рано.
Държавата е известна още и като Холандска република или просто Холандия, поради специалното значение на тази провинция за Републиката. Държавата съществува от юли 1581 г. (на практика) до януари 1795 г., когато е трансформирана в Батавска република. Територията на Републиката е била малко по-малка от съвременната територия на Кралство Нидерландия.